# Wahlen zum Repräsentantenhaus der Vereinigten Staaten 2026
Die Wahlen zum Repräsentantenhaus der Vereinigten Staaten 2026 sind die Wahlen aller Mitglieder des Repräsentantenhauses der Vereinigten Staaten für den 120. Kongress. Sie werden am 3. November 2026 gleichzeitig mit den Wahlen zum Senat der Vereinigten Staaten als Halbzeitwahlen stattfinden. Auf Ebene der Bundesstaaten finden zeitgleich in 36 Bundesstaaten und drei Territorien Gouverneurswahlen statt. Nach der Wahl des Jahres 2024 hatten die Republikaner wie bereits 2022 die Mehrheit errungen. Die Demokraten benötigen 2026 einen Mandatszuwachs von zumindest drei Abgeordneten, um die Mehrheit zurückzuerobern.

## Nicht erneut kandidierende Abgeordnete
Bislang haben 21 Abgeordnete ihren Rückzug angekündigt. (Stand: 18. August 2025)
Republikaner:
- Alabama-1: Barry Moore (seit 2021), kandidiert für den US-Senat
- Arizona-4: Andy Biggs (seit 2017), kandidiert für das Amt des Gouverneurs von Arizona
- Florida-19: Byron Donalds (seit 2021), kandidiert für das Amt des Gouverneurs von Florida
- Georgia-1: Buddy Carter (seit 2015), kandidiert für den US-Senat
- Georgia-10: Mike Collins (seit 2023), kandidiert für den US-Senat
- Iowa-4: Randy Feenstra (seit 2021), kandidiert für das Amt des Gouverneurs von Iowa
- Kentucky-6: Andy Barr (seit 2013), kandidiert für den US-Senat
- Michigan-10: John James (seit 2023), kandidiert für das Amt des Gouverneurs von Michigan
- Nebraska-2: Don Bacon (seit 2017), tritt seinen Ruhestand an
- South Carolina-1: Nancy Mace (seit 2021), kandidiert für das Amt des Gouverneurs von South Carolina
- South Carolina-5: Ralph Norman (seit 2017), kandidiert für das Amt des Gouverneurs von South Carolina
- South-Dakota-A/L: Dusty Johnson (seit 2019), kandidiert für das Amt des Gouverneurs von South Dakota
- Tennessee-6: John Rose (seit 2019), kandidiert für das Amt des Gouverneurs von Tennessee

Demokraten:
- Illinois-2: Robin Kelly (seit 2013), kandidiert für den US-Senat
- Illinois-7: Danny K. Davis (seit 1997), tritt seinen Ruhestand an
- Illinois-8: Raja Krishnamoorthi (seit 2017), kandidiert für den US-Senat
- Illinois-9: Jan Schakowsky (seit 1999), tritt ihren Ruhestand an
- Michigan-11: Haley Stevens (seit 2019), kandidiert für den US-Senat
- Minnesota-2: Angie Craig (seit 2019), kandidiert für den US-Senat
- New Hampshire-1: Chris Pappas (seit 2019), kandidiert für den US-Senat
- Pennsylvania-3: Dwight Evans (seit 2016), tritt seinen Ruhestand an

1789 |
1790 |
1792 |
1794 |
1796 |
1798 |
1800 |
1802 |
1804 |
1806 |
1808 |
1810 |
1812 |
1814 |
1816 |
1818 |
1820 |
1822 |
1824 |
1826 |
1828 |
1830 |
1832 |
1834 |
1836 |
1838 |
1840 |
1842 |
1844 |
1846 |
1848 |
1850 |
1852 |
1854 |
1856 |
1858 |
1860 |
1862 |
1864 |
1866 |
1868 |
1870 |
1872 |
1874 |
1876 |
1878 |
1880 |
1882 |
1884 |
1886 |
1888 |
1890 |
1892 |
1894 |
1896 |
1898 |
1900 |
1902 |
1904 |
1906 |
1908 |
1910 |
1912 |
1914 |
1916 |
1918 |
1920 |
1922 |
1924 |
1926 |
1928 |
1930 |
1932 |
1934 |
1936 |
1938 |
1940 |
1942 |
1944 |
1946 |
1948 |
1950 |
1952 |
1954 |
1956 |
1958 |
1960 |
1962 |
1964 |
1966 |
1968 |
1970 |
1972 |
1974 |
1976 |
1978 |
1980 |
1982 |
1984 |
1986 |
1988 |
1990 |
1992 |
1994 |
1996 |
1998 |
2000 |
2002 |
2004 |
2006 |
2008 |
2010 |
2012 |
2014 |
2016 |
2018 |
2020 |
2022 |
2024 |
2026
Mitglieder des Repräsentantenhauses (Listen)
Sitzverteilung im Kongress der Vereinigten Staaten (Liste)
Wahlen zum Senat